# Fesenkov (cràter marcià)

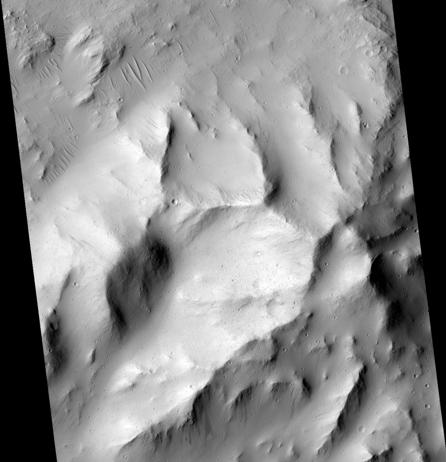
Cràter Fesenkov. Cim Central, observat pel dispositiu HiRISE.

Fesenkov és un cràter d'impacte de Mart situat en el quadrangle Lunae Palus (MC-10) Està localitzat en les coordenades 21.8° N i 86.7° O. Té 87,4 km de diàmetre, i deu el seu nom a l'astrofísic rus Vasili Fesenkov (1889–1972).